# Steven Keir
Steven Keir (* 8. November 1979 in Bundaberg) ist ein australischer Volleyballspieler.

## Karriere
Keir begann seine sportliche Karriere mit Cricket und Rugby. An der Highschool in Bundaberg kam er dank einer Talentförderung zum Volleyball. Er begann 1998 bei der Queensland Pirates. Im Jahr 2000 nahm er mit der australischen Nationalmannschaft am olympischen Turnier teil. Während der Spiele in Sydney lernte er außerdem seine aus Ravensburg stammende Frau kennen. 2001 ging er nach Italien, wo er bis 2005 bei den Zweitligisten Esse-ti Carilo Loreto, Casanova DVS Asti und Terra Sarda Cagliari spielte.
Anschließend wechselte der Außenangreifer, der bisher die Diagonalposition besetzt hatte, zu den Aon hotVolleys Wien. Mit dem österreichischen Bundesligisten spielte er in der Champions League und wurde dort zum besten Aufschläger gekürt. 2007 gewann er die österreichische Meisterschaft. Danach kam Keir zum deutschen Bundesligisten Generali Haching. Ein Jahr später ging er zum griechischen Verein PAOK Thessaloniki, der jedoch insolvent wurde, weshalb der Australier bis zum Sommer in Bahrain spielte. Von dort wechselte er 2009 nach Frankreich zu Rennes Volley. 2011 kehrte er zurück nach Deutschland und spielte bis 2013 beim Moerser SC.